# ネバド・トレス・クルセス山
ネバド・トレス・クルセス (Nevado Tres Cruces) は、アンデス山脈にあるもと火山の山塊である。山には6,749 mの南頂 (Tres Cruces Sur) と6,629 mの中央頂 (Tres Cruces Central) の2つの主な頂があり、他に6,030 mの北頂 (Tres Cruces Norte) もある。前者は、アルゼンチンとチリの国境にある。アルゼンチン側は非常に遠いため、すべての頂上へ登る一般的な登山ルートはチリ側からである。

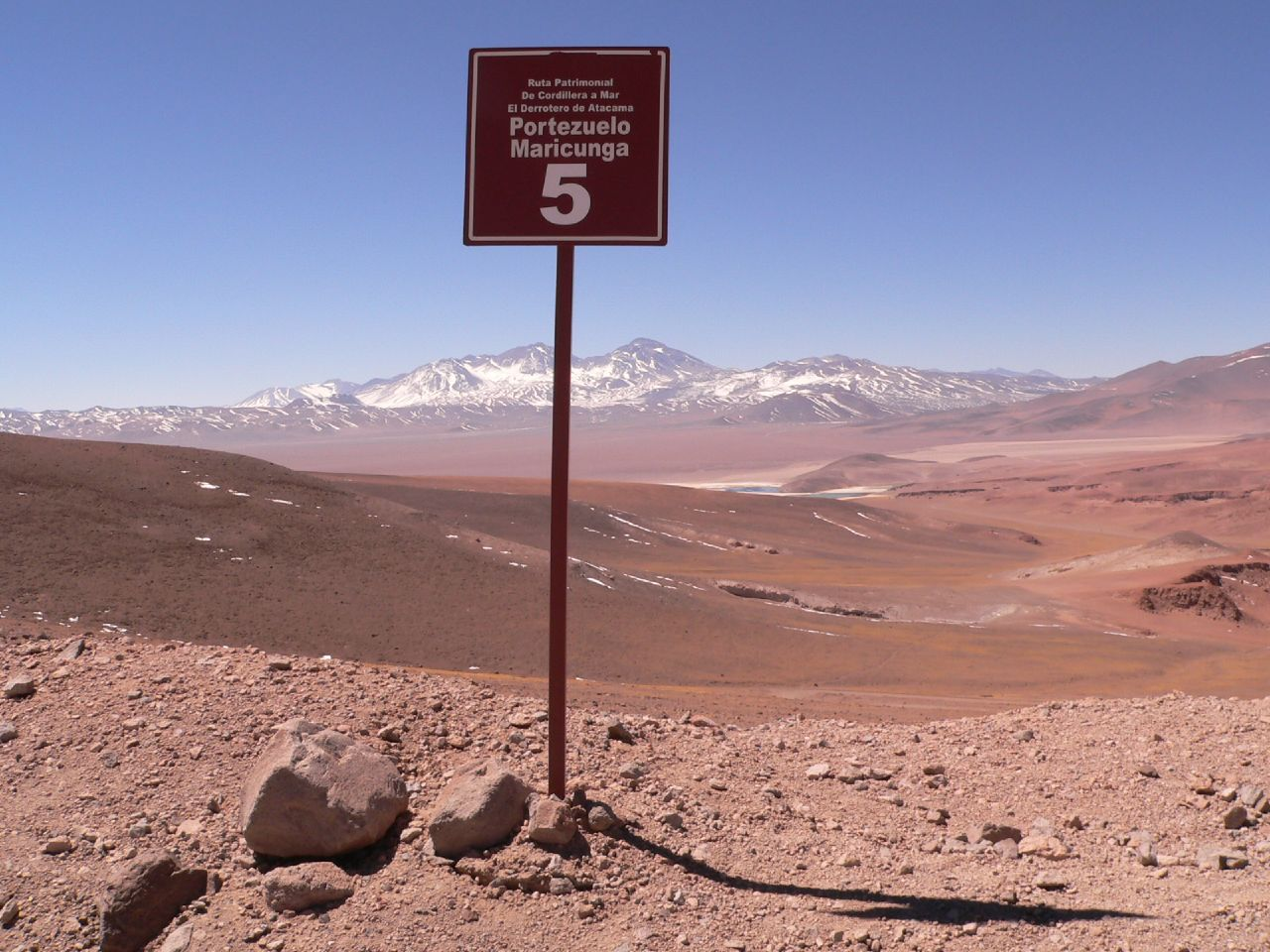
ポルテスエロ・マリクンガ

この山塊は、チリのネバド・トレス・クルセス国立公園の名称ともなっている。